# Glasscock County
Glasscock County är ett administrativt område i delstaten Texas, USA, som år 2010 hade 1 226 invånare. Den administrativa huvudorten (county seat) är Garden City. 

## Geografi
Enligt United States Census Bureau så har countyt en total area på 2 334 km². 2 334 km² av den arean är land och 0 km² är vatten. 

### Angränsande countyn
- Howard County - norr
- Sterling County - öster
- Reagan County - söder
- Midland County - väster
- Martin County - nordväst